# DDK
DDK (від англ. driver Development Kit) — набір із засобів розробки, утиліт і документації, який дозволяє програмістам створювати драйвери для пристроїв за визначеною технологією або для певної платформи (програмної або програмно-апаратної). Назва утворилася від загальнішого терміна SDK (від англ. software Development Kit), яким позначають комплекти для розробки програм взагалі, не лише драйверів.

## Приклади
- Windows DDK компанії Майкрософт
- DDK для розробки драйверів принтерів для Linux